# Kanemoto Masamitsu
Masamitsu Kanemoto (sinh ngày 17 tháng 10 năm 1962) là một cầu thủ bóng đá người Nhật Bản.

## Sự nghiệp câu lạc bộ
Masamitsu Kanemoto đã từng chơi cho Vissel Kobe.